# Qarapapaq
Qarapapaq är en ort i Azerbajdzjan.   Den ligger i distriktet Qazach, i den västra delen av landet, 400 km väster om huvudstaden Baku. Qarapapaq ligger 418 meter över havet och antalet invånare är 1 750.
Terrängen runt Qarapapaq är platt åt nordväst, men åt sydost är den kuperad. Terrängen runt Qarapapaq sluttar norrut. Närmaste större samhälle är Qazax, 1,5 km norr om Qarapapaq.
Trakten runt Qarapapaq består till största delen av jordbruksmark. Runt Qarapapaq är det ganska tätbefolkat, med 72 invånare per kvadratkilometer.